# 40
40（四十）是39与41之间的自然数。

## 数学性质
- 第27個合數，正因數有1、2、4、5、8、10、20和40。前一個為39、下一個為42。
質因數分解為{\displaystyle 2^{3}\times 5}。
- 第7個過剩數，真因數和為50，盈度為10。前一個為36、下一個為42。
  - 第9個半完全數，和為本身的其中一組因數為1、 2、 4、 5、 8、 20。前一個為36、下一個為42。
- 第5個佩服數，相減後為本身的因數為5。前一個為30、下一個為42。
- 第19個十进制的哈沙德數。前一個為36、下一個為42。
- 第18個十进制的奢侈數。前一個為39、下一個為42。
- 正四十邊形為第16個可作圖多邊形。前一個為34、下一個為48。
- 一對相容數之一（30、40）[1]
- 有形數
  - 第4個八邊形數
  - 第4個五角錐數
- 七皇后問題共有40個互不相同的解

## 在科学中
- 鋯的原子序數[2]

## 在人类文化中
- 論語中記載孔子自稱「四十而不惑」。
- 聖經中洪水滅世下雨時間為四十天、以色列人出埃及在曠野四十年、耶穌在曠野四十天受魔鬼試探、耶穌復活後四十天後升天。
- 四十被認為是恩基的神聖數字。
- 吉爾吉斯被認為源自突厥語族，意思是四十個部落的土地。

## 在其它领域中
- 羅馬尼亞的國際電話區號